# الفرقة المدرعة 92

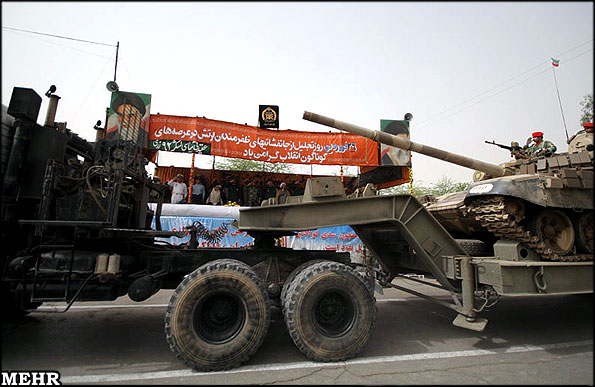
الفرقة المدرعة 92 في مراسم يوم جيش الجمهورية الإسلامية، صباح اليوم 29 أبريل 2015 في مدينة الأهواز

الفرقة المدرعة 92 هي فرقة مدرعة تخدم في محافظة خوزستان الإيرانية على الحدود العراقية الإيرانية، قبل الحرب العراقية الإيرانية كانت الفرقة تتألف من 3 ألوية مدرعة مجهزة بدبابات تشفتين وناقلات جند إم 113، حاليا تتسلح الفرقة بدبابات تي-72.